# Hüblergraben
Der Hüblergraben ist ein östliches Seitental des Allerheiligengrabens in Fohnsdorf und liegt nördlich vom Steinmetzgraben sowie südlich vom Dirnberggraben. Ein das Tal durchfließender Bach mündet in den Allerheiligenbach – einen Nebenfluss der Pöls – und ist damit Teil des Flusssystems der Donau.